# Косинка (деревня)
Косинка — деревня в Зуевском районе Кировской области в составе Семушинского сельского поселения.

## География
Находится на расстоянии примерно 15 километров на запад от районного центра города Зуевка.

## История
Упоминается с 1678 года, когда здесь было учтено 10 дворов, в 1764 году 107 жителей. В 1873 году отмечено было дворов 24 и жителей 186, в 1905 году 24 и 169, в 1926 37 и 166. В 1950 году было учтено хозяйств 53 и жителей 174. В 1989 году учтено 89 жителей. 

## Население
Постоянное население  составляло 73 человек (русские 100%) в 2002 году, 28 в 2010.